# نصفي الوريد الرائع
نصفي الوريد الرائع (الاسم العلمي: Hemiphlebia mirabilis) ويُعرف باسم الخُضيري العتيق، من مقترنات الأجنحة وفصيلة نصفيات الوريد. إنهُ صغير جدًا له جسم طويل أخضر معدني وأجنحة صافية. إنهُ يستوطن جنوب شرق أستراليا. موئله المستنقعات الطبيعية، وهو مهدد بفقدان الموائله.
هذا هو النوع الموجود الوحيد من جنس نصفي الوريد وفصيلة نصفيات الوريد. أقدم ممثل للفصيلة هو Enteropia mongolica من أواخر العصر الجوراسي (Tithonian) Shar Teeg Beds في منغوليا.